# Turmhügel Schlösschen (Karrachmühle)
Der Turmhügel Schlösschen, auch Burg Karrachmühle genannt, ist eine abgegangene mittelalterliche Turmhügelburg (Motte) an der Südostecke des Karrachsees unmittelbar westlich von Karrachmühle, einem heutigen Gemeindeteil der Gemeinde Windelsbach im Landkreis Ansbach in Bayern.
Die nie ausdrücklich in der historischen Überlieferung erwähnte Motte gehörte wohl wie die Karrachmühle und der angrenzende See den Reichsküchenmeistern von Nordenberg. Es dürfte somit ein Zusammenhang zwischen der Motte und deren Burg in Obernordenberg bestanden haben. 1383 wurde die Burg Nordenberg zusammen mit der Karrachmühle und wohl auch der Motte an die Stadt Rothenburg verkauft.
Die Motte liegt im Südosten des Karrachsees auf einer Bodenwelle, die durch einen 16 m breiten und max. 3,50 m tiefen Wassergraben vom Land abgetrennt ist. Der rechteckige Hügel besitzt die Maße von 35 × 27 m und eine Höhe über dem Wasserspiegel von ca. 3,50 m. Die Erdbrücke im Südwesten ist modern.